# Liste der Monuments historiques in Gaillan-en-Médoc
Die Liste der Monuments historiques in Gaillan-en-Médoc führt die Monuments historiques in der französischen Gemeinde Gaillan-en-Médoc auf.

## Liste der Bauwerke
| Bezeichnung      | Beschreibung              | Standort | Kennzeichnung | Schutzstatus | Datum | Bild           |
| ---------------- | ------------------------- | -------- | ------------- | ------------ | ----- | -------------- |
| Kirche St-Pierre | Erbaut im 12. Jahrhundert | (Lage)   | PA00083553    | Classé       | 1846  | weitere Bilder |

## Liste der Objekte
| Bezeichnung                                   | Beschreibung | Standort                       | Kennzeichnung | Schutzstatus | Datum | Bild |
| --------------------------------------------- | ------------ | ------------------------------ | ------------- | ------------ | ----- | ---- |
| Gedenktafel für den Pfarrer Pierre de Tauriac | Stein, 1485  | in der Kirche St-Pierre (Lage) | PM33000915    | Classé       | 1846  |      |